# James Bannister
James Bannister (1624 - Jamaica, 10 november 1674) was een Engelse militair en gouverneur van Suriname.
In Suriname, dat door de Engelsen was veroverd op de Zeeuwen volgde hij Samuel Barry op als gouverneur. Abraham Crijnssen, die kort daarvoor Suriname had veroverd op de Engelsen keerde met zijn vloot terug naar Suriname om het weer terug te veroveren.
Bannister moest ervoor zorgen dat de goederen van de Engelse Royale Compagnie in handen bleven van de Engelsen. Hij moest bovendien de Engelse bewoners instrueren om te vertrekken uit Suriname.
Crijnssen kreeg hier lucht van; nam Bannister daarom gevangen en stuurde hem naar Zeeland voor berechting. Crijnssen werd tijdelijk gouverneur van Suriname in afwachting van Philip Julius Lichtenberg.
Bannister keerde in 1671 met een aantal Engelsen terug naar Jamaica. Zij vestigden zich in Westmoreland. Dit gebied werd al snel de Surinaamse buurt genoemd. De Engelsen die na de Vrede van Breda in 1674 uit Suriname vertrokken werden in hetzelfde gebied gehuisvest en kregen twee keer zoveel land tot hun beschikking als andere immigranten. In 1671 werd Bannister benoemd tot President van de Raad. In 1674 werd hij vermoord.
Bannister komt voor in de roman Oroonoko van de Engelse schrijfster Aphra Behn.